# Henri Léon Lebesgue
 "Lebesgue" omdirigeres hertil. For andre betydninger af Lebesgue, se Lebesgue (flertydig).
Henri Léon Lebesgue [ɑ̃ʁiː leɔ̃ ləˈbɛg] (28. juni 1875, Beauvais – 26. juli 1941, Paris) var en fransk matematiker, der primært er kendt for sin teori om integration. Lebesgues integralteori blev oprindeligt udgivet i hans afhandling, Intégrale, longueur, aire ("integral, længde, areal"), på universitetet i Nancy i 1902.

## Personlige liv
Lebesgues far var en sætter, der døde af tuberkulose, da hans søn endnu var meget ung, og Lebesgue led selv af ringe helbred gennem hele sit liv. Efter hans fars død, arbejdede hans mor utrætteligt for at støtte ham. Han var en yderst begavet elev i grundskolen, og han studerede senere på École Normale Supérieure.
Lebesgue giftede sig med søsteren til en af sine medstuderende, og han havde med sin kone to børn, Suzanne og Jacques. Han arbejdede på sin afhandling, mens han underviste på en privatskole i Nancy.

## Lebesgues integralteori
Dette er en ikketeknisk behandling fra et historisk synspunkt; se artiklen Lebesgueintegral for en teknisk gennemgang fra et matematisk synspunkt.
Integration er en matematisk operation, der svarer til det uformelle koncept om at finde arealet under grafen for en funktion. Den første teori herom udvikledes af Archimedes i det 3. århundrede f.v.t. med hans kvadraturer, men denne kunne kun anvendes i få situationer med en høj grad af geometrisk symmetri. I det 17. århundrede opdagede Isaac Newton og Gottfried Leibniz uafhængigt af hinanden, hvordan integration kunne betragtes som en invers operation af differentiation, en metode til at bestemme hvor hurtigt en funktion ændrede sig på et givent punkt på en graf. Dette tillod matematikere at beregne en bred klasse integraler for første gang. Modsat Archimedes' metode, der baserede sig på euklidisk geometri, havde Newtons og Leibniz' integralregning imidlertid intet stringent grundlag.
I det 19. århundrede udviklede Cauchy endelig en stringent teori om grænseværdier, og Bernhard Riemann fulgte op på dette ved at formalisere hvad, der i dag kaldes Riemannintegralet. For at definere dette integral, fylder man området under grafen med mindre og mindre rektangler og tager grænseværdien af summerne af arealerne af rektanglerne ved hvert trin. For nogle funktioner gælder imidlertid, at det totale alreal af disse rektangler ikke går mod et enkelt tal. De har som sådan intet Riemannintegral.
Lebesgue opfandt en ny integrationsmetode for at løse dette problem. I stedet for at fokusere på rektanglernes areal, hvilket placerer fokus på funktionens definitionsmængde, betragtede Lebesgue funktionens værdimængde. Lebesgues idé var først at opbygge integralet af hvad han kaldte simple funktioner; målelige funktioner der kun tager endeligt mange værdier. Derefter definerede han det for mere komplicerede funktioner som den mindste øvre grænse af alle integralerne af simple funktioner, der var mindre end den betragtede funktion.
Lebesgueintegration har den smukke egenskab, at enhver funktion med et Riemannintegral også har et Lebesgueintegral, og for disse funktioner er integralerne de samme. Der findes omvendt mange funktioner med et Lebesgueintegral, der ikke har et Riemannintegral.
Som del af udviklingen af Lebesgueintegrationen, opfandt Lebesgue begrebet Lebesguemål, der udvider idéen om længde fra intervaller til en meget stor klasse af mængder kaldet målelige mængder (så simple funktioner er mere præcist funktioner, der tager endeligt mange værdier, og hver værdi tages på en målelig mængde.) Lebesgues teknik med at lave et mål til et integral kan let generaliseres til mange andre situationer, hvilket fører til den moderne gren af matematikken, der kaldes målteori.
Lebesgueintegralet var utilstrækkeligt i en situation. Riemannintegralet var blevet generaliseret til det uegentlige Riemannintegral til funktioner, hvis definitionsområde ikke var et lukket interval. Lebesgueintegralet kunne integrere mange af disse funktioner (og gav i disse tilfælde det samme som det uegentlige Riemannintegral,) men ikke dem alle. Henstockintegralet er et endnu mere generelt integralbegreb, (der er baseret på Riemanns teori snarere end Lebesgues,) som subsumerer både Lebesgueintegration og uegentlig Riemannintegration. Henstockintegralet afhænger imidlertid af bestemte egenskaber ved den reelle tallinje, og kan således ikke generaliseres i samme grad som Lebesgueintegralet.

## Lebesgues øvrige opnåelser
Udover sit essay skrev Lebesgue to bøger,Leçons sur l'intégration et la recherche des fonctions primitives og Leçons sur les séries trigonométriques.
Selvom Lebesgueintegralet var et eksempel på generaliseringens styrke, billigede Lebesgue ikke selv generalisering generelt, og han brugte resten af sit liv på at arbejde på mere specifikke problemer, generelt indenfor matematisk analyse. Han skrev engang: "Réduites à des théories générales, les mathématiques seraient une belle forme sans contenu" ("Reduceret til generelle teorier ville matematikken være en smuk form uden indhold").

### Originale artikler af Lebesgue (på fransk)
- Sur le problème des aires 1, 1903
- Sur les séries trigonométriques, 1903
- Une propriété caractéristique des fonctions de classe 1, 1904
- Sur le problème des aires 2, 1905
- Contribution à l'étude des correspondances de M. Zermelo, 1907
- Sur la méthode de M. Goursat pour la résolution de l'équation de Fredholm, 1908
- Sur les intégrales singulières, 1909
- Remarques sur un énoncé dû à Stieltjes et concernant les intégrales singulières, 1909
- Sur l'intégration des fonctions discontinues, 1910
- Sur la représentation trigonométrique approchée des fonctions satisfaisant à une condition de Lipschitz, 1910
- Sur un théorème de M. Volterra, 1912
- Sur certaines démonstrations d'existence., 1917
- Remarques sur les théories de la mesure et de l'intégration., 1918
- Sur une définition due à M. Borel (lettre à M. le Directeur des Annales Scientifiques de l'École Normale Supérieure), 1920
- Exposé géométrique d'un mémoire de Cayley sur les polygones de Poncelet, 1921
- Sur les diamètres rectilignes des courbes algébriques planes, 1921
- Sur la théorie de la résiduation de Sylvester, 1922
- Remarques sur les deux premières démonstrations du théorème d'Euler relatif aux polyèdres, 1924
- Démonstration du théorème fondamental de la théorie projective des coniques faite à l'aide des droites focales de M. P. Robert, 1935